# Just Dance World Cup
Just Dance World Cup - La Finale è stato un programma televisivo italiano trasmesso il 7 dicembre 2017 su Real Time in access prime time, condotto da Marcello Sacchetta e Giulia Pauselli.

## Il programma
La trasmissione, realizzata in collaborazione con Ubisoft e prodotta da Webedia, fu una puntata di un'ora in cui venne scelto il giocatore di Just Dance che avrebbe rappresentato l'Italia al torneo eSport Just Dance World Cup tenutosi a Parigi l'anno successivo. Il processo di selezione si svolse sia online sia dal vivo e il finalista dei vari Paesi fu scelto tramite un'apposita trasmissione strutturata come un talent show. La giuria era composta da Favij, LaSabriGamer e Kledi Kadiu.
Lo stesso format è stato utilizzato nelle finali nazionali di Spagna, Francia, Regno Unito e Germania.

### Finalisti
Gli otto finalisti che parteciparono alla diretta televisiva si qualificarono sia tramite una selezione online sia con un'audizione dal vivo. Quest'ultima, soprannominata Just Dance Day, si tenne il 16 settembre 2017 a Milano e fu presieduta da Riccardo Dose, LaSabriGamer e Alessandra Celentano.
| Just Dancer        | Età | Provenienza      | Qualificazione          |
| ------------------ | --- | ---------------- | ----------------------- |
| Antonino Pomilia   | 19  | Mazara del Vallo | Just Dance Day a Milano |
| Simone Scappaticci | 16  | Roma             | Online                  |
| Simone Bacchilega  | 28  | Bologna          | Online                  |
| Elisa Cecconello   | 21  | Padova           | Just Dance Day a Milano |
| Matteo Scorioli    | 20  | Montevarchi      | Just Dance Day a Milano |
| Francesco D'Andrea | 15  | Bergamo          | Online                  |
| Nicole Perrone     | 19  | La Spezia        | Just Dance Day a Milano |
| Silvia Borella     | 27  | Camponogara      | Online                  |

### Sfide
Il risultato delle sfide era determinato dal punteggio raggiunto in gioco, il voto della giuria e quello del pubblico. Il vincitore fu Antonino Pomilia, che il 21 aprile successivo partecipò alla finale mondiale del torneo Just Dance World Cup 2018 assieme ad altri 17 giocatori; il torneo fu infine vinto dal giocatore turco Umutcan Tütüncü per il secondo anno consecutivo.
|                  | Sfidanti           | Punteggio del gioco | Voto dei giudici | Voto dei giudici | Voto dei giudici | Voto del pubblico |
|                  |                    |                     | Favij            | LaSabriGamer     | Kledi Kadiu      |                   |
| Quarti di finale | Quarti di finale   | Quarti di finale    | Quarti di finale | Quarti di finale | Quarti di finale | Quarti di finale  |
| ---------------- | ------------------ | ------------------- | ---------------- | ---------------- | ---------------- | ----------------- |
| 1                | Silvia Borella     | 12 679              |                  | X                | X                | 47%               |
| 1                | Simone Scappaticci | 13 171              | X                |                  |                  | 53%               |
| 2                | Nicole Perrone     | 11 916              | -                |                  |                  | -                 |
| 2                | Elisa Cecconello   | 12 700              | -                | X                | X                | -                 |
| 3                | Simone Bacchilega  | 12 986              | X                |                  |                  | 53%               |
| 3                | Francesco D'Andrea | 12 867              |                  | X                | X                | 47%               |
| 4                | Antonino Pomilia   | 13 277              | X                | -                | X                | -                 |
| 4                | Matteo Scorioli    | 12 997              |                  | -                |                  | -                 |
| Semifinale       |                    |                     |                  |                  |                  |                   |
| 5                | Simone Scappaticci | 12 457              | -                | X                | X                | -                 |
| 5                | Elisa Cecconello   | 11 769              | -                |                  |                  | -                 |
| 6                | Simone Bacchilega  | 11 442              |                  | -                |                  | -                 |
| 6                | Antonino Pomilia   | 12 373              | X                | -                | X                | -                 |
| Finale           |                    |                     |                  |                  |                  |                   |
| 7                | Simone Scappaticci | 12 669              |                  | -                |                  | -                 |
| 7                | Antonino Pomilia   | 12 784              | X                | -                | X                | -                 |